# Percy Wyld
Percy Wyld (ur. 7 czerwca 1907 w Tibshelf, zm. 3 listopada 1972 w Derby) – brytyjski kolarz torowy, brązowy medalista olimpijski.

## Kariera
Największy sukces w karierze Percy Wyld osiągnął w 1928 roku, kiedy wspólnie z Montym Southallem oraz swymi braćmi: Harrym Wyldem i Lew Wyldem zajął trzecie miejsce w drużynowym wyścigu na dochodzenie podczas igrzysk olimpijskich w Amsterdamie. Był to jedyny medal wywalczony przez Percy’ego Wylda na międzynarodowej imprezie tej rangi, a także jego jedyny start olimpijski. Nigdy nie zdobył medalu na torowych mistrzostwach świata.